# Vipera latastei gaditana
Vipera latastei gaditana es una subespecie de víbora hocicuda autóctona del sur de España y Portugal y del Magreb.